# 秋山敏
秋山 敏（あきやま さとし、生没年不詳）は俳優。東映に所属していた。

## 主な出演作品

### テレビドラマ
- ナショナルキッド（NET/ 東映）- 司令官
- 少年ケニヤ（NET/ 東映）- ロメ
- 天下の暴れん坊 猿飛佐助（NET/ 東映）
- 特別機動捜査隊 第235話「王様の耳はロバの耳」（1962年、NET / 東映）
- JNR公安36号 第28話「無法地帯の屑」（1962年、NET）
- 悪魔くん （NET / 東映東京制作所）
  - 第10話「シバの大魔神」（1966年） - 倉田
  - 第19話「地獄脱出作戦」（1967年） - 隊長
- ジャイアントロボ （NET）
  - 第3話「宇宙植物サタンローズ」（1967年） - 防衛隊員
  - 第17話「赤富士ダムを破壊せよ」（1968年） - 防衛隊幹部
  - 第24話「細菌虫ヒドラゾーン」（1968年）
- 新・日本任侠伝 第2話「伊那の勘太郎」（1969年、NET） 敏
- 西部警察 （ANB / 石原プロ）
  - 第45話「大激走! スーパーマシン」（1980年） - 谷刑事の情報屋
  - 第60話「男の子守唄」（1980年） - 銀竜会・浅見
  - 第77話「38時間の戦慄」（1981年） - 看守長
- 仮面ライダー (スカイライダー) 第52話「洋の父が生きていた!改造人間FX777とは?」（1980年、MBS / 東映） - ドクターX
- 大江戸捜査網 第488話「地獄からもどった用心棒」（1981年、12ch/三船プロ）

### 映画
- 松本清張のスリラー 考える葉 (1962年、東映) - 武装警官
- やくざの歌 (1963年、東映)
- 暗黒街最大の決斗 (1963年、東映) - 柴木
- 暗黒街大通り (1964年、東映) - 清水
- 無宿者仁義（1965年、東映)　- 船長
- 網走番外地 望郷篇 (1965年、東映) - 敏
- 網走番外地 北海篇 (1965年、東映) - 巡査
- 浪曲子守唄 (1966年、東映) - 追手A
- 地獄の掟に明日はない（1966年、東映） - 大庭
- 動乱（1980年、東映）
- 博徒解散式（1968年、東映） - 大友
- 二百三高地 (1980年、東映) - 村井軍曹